# Aeroportul Regional Anderson
Aeroportul Regional Anderson (IATA: AND, ICAO: KAND, FAA LID: AND) este un aeroport din Carolina de Sud, Statele Unite ale Americii. Aeroportul a fost tranzitat în 2019 de 280 de pasageri.
Situat la o altitudine de 238 m, aeroportul dispune de 2 piste.

## Infrastructură

### Piste
Aeroportul dispune de 2 piste. Pista 5/23 are suprafața de asfalt și dimensiunile 6.002 picioare × 149 picioare. Pista 17/35 are suprafața de asfalt și dimensiunile 4.996 picioare × 149 picioare. 